# Bucaspor
Bucaspor är en turkisk idrottsklubb från Izmir. Klubben bildades 1928.